# マルティン・ラウルセン
マルティン・ラウルセン（Martin Laursen, 1977年7月26日 - ）は、デンマーク・フォーヴァン出身の元同国代表サッカー選手、現サッカー指導者。現役時代のポジションはDF。

## 経歴

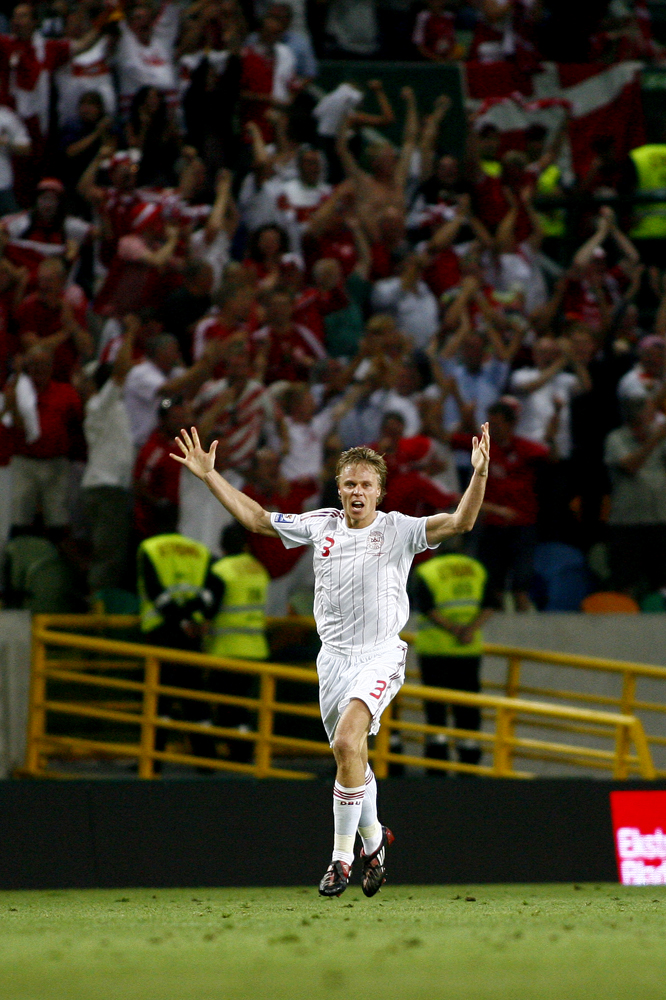
デンマーク代表時代

1995年、デンマーク・スーペルリーガに属するシルケボーIFでプロ選手としてのキャリアをスタートする。
1998年、イタリア・セリエAに属するエラス・ヴェローナFCへ移籍。主力として活躍し、パルマ・カルチョ1913に移籍。しかし同クラブでは全く試合に出場しないまま同リーグに属するACミランにレンタル移籍した。
同クラブではトーマス・ヘルヴェグと共にディフェンスラインを形成し、2003年にはUEFAチャンピオンズリーグでの優勝を果たす。
2004年、イングランド・プレミアリーグに属するアストン・ヴィラFCに移籍、4年契約を結ぶ。当初は膝の慢性的な故障からプレーする機会は少なかったが、2007-08シーズンからはドクラブでレギュラーポジションを確保。トッテナム・ホットスパーFCとの試合ではホーム・アウェイ2試合で3ゴールを決めるなどセットプレーでも強さを見せた。
2007-08シーズン中、プレミアリーグで6得点を挙げクラブのリーグ6位に貢献、シーズン後、英スポーツ専門局Sky Sportsの「チーム・オブ・ザ・シーズン」に選ばれた。
2008-09シーズンから、ギャレス・バリーに代わりクラブのキャプテンを務め、デンマーク年間最優秀選手にも選ばれた。
2009年、慢性的な膝の怪我から国際試合からは引退すると発表。同年5月15日、現役引退を表明した。
2011年9月にBKセレロド＝ヴェドベクの監督に就任したが、翌年6月13日にクラブの成績低迷により辞任することが発表された。

## 所属クラブ
- シルケボーIF 1995-1998
- エラス・ヴェローナFC 1998-2001
- パルマAC 2001
- ACミラン 2001-2004
- アストン・ヴィラFC 2004-2009

## 代表歴

### 出場大会
- デンマーク代表
  - 2002 FIFAワールドカップ

### 試合数
- 国際Aマッチ 53試合 2得点（2000年-2008年）[2]

| デンマーク代表 | 国際Aマッチ | 国際Aマッチ |
| 年             | 出場        | 得点        |
| -------------- | ----------- | ----------- |
| 2000           | 4           | 0           |
| 2001           | 8           | 0           |
| 2002           | 10          | 0           |
| 2003           | 8           | 1           |
| 2004           | 10          | 0           |
| 2005           | 1           | 0           |
| 2006           | 0           | 0           |
| 2007           | 7           | 1           |
| 2008           | 5           | 0           |
| 通算           | 53          | 2           |

## 指導歴
- BKセレロド＝ヴェドベク 2011-2012

## タイトル

### クラブ
ミラン
- コッパ・イタリア : 2002-03
- UEFAチャンピオンズリーグ : 2002-03
- UEFAスーパーカップ : 2003
- セリエA : 2003-04

### 個人
- デンマーク年間最優秀選手 : 2008
- アストン・ヴィラFCサポーター選出最優秀選手 : 2008